# Тарбаганчик
Тарбага́нчик, земляной зайчик (лат. Pygeretmus pumilio) — вид грызунов из семейства тушканчиков (Dipodidae).

## Внешний вид
Один из более мелких представителей семейства тушканчиковых. Длина тела 9—12 см длина задней ступни 40—52 мм. Голова широкая, относительный размер ушей меньше, чем у других тушканчиков. Пять пальцев на задних конечностях. Окраска спины — оттенки бурого, окраска брюха и конечностей — белая.

## Ареал
Ареал тарбаганчика включает в себя Донской Край, Северный Прикаспий, Нижнее и Среднее Поволжье, Среднюю Азию а также некоторые области Китая, Монголии, и Ирана.

## Образ жизни
Обитает в пустынях и полупустынях, иногда встречается в степях. Среда обитания — в основном такыры (плоские площадки, лишённые растительности), солонцы и солончаки. Питается луковицами, семенами, цветами и стеблями различных растений. Ведёт ночной образ жизни. Тарбаганчик роет норы в очень плотных грунтах. Нора состоит из длинного горизонтального хода, в конце которого имеется гнездовая камера, и нескольких боковых ходов с запасными входами, обычно закрытых землёй. Период размножения — с весны до осени. В год самки приносят обычно два выводка, по три-шесть детёнышей в каждом.

## Сельскохозяйственное значение
Тарбаганчик считается сельскохозяйственным вредителем. Причиняет вред бахчам поедая посеянные семена арбузов дынь и тыкв. Тарбаганчики наносят вред пшенице и другим злакам поеданием зелени и выеданием зрелых зёрен из колосьев. При этом часто тарбаганчики селятся в местах непригодных для земледелия.

## Эволюционная история
На юге Украины были обнаружены ископаемые остатки тарбаганчиков датированные поздним плиоценом. Ископаемые остатки тарбаганчиков датируемые средним плейстоценом были найдены западнее современного ареала, например в предгорном Крыму и на Полтавщине (в районе Кременчуга). Наиболее близкородственным современным родом является род Allactaga, к которому раньше относили это животное.

## Охранный статус
В настоящее время считается, что тарбаганчику не угрожает вымирание (статус LC по данным IUCN). Для его охраны не предпринимается никаких специальных мер. В некоторых заповедниках имеются популяции тарбаганчиков.